# Banova Jaruga (jezero)
Banova Jaruga je umjetno, akumulacijsko jezero smješteno u blizini grada Kutine u mjestu Banovoj Jaruzi. 

## Opis
Jezero je osobito bogato smuđem, somom, i deverikama, a ima i kapitalnih šarana. Jezero ima konstantni pritok i veličinom je oko 300 hektara.

## Vanjske poveznice
- Destinacije.com[neaktivna poveznica] Akumulacijsko jezero Banova Jaruga
- Ribolovni klub Zagorje Banova Jaruga